# Bratton Clovelly
Bratton Clovelly è un villaggio di 399 abitanti nel distretto locale del West Devon della contea del Devon, in Inghilterra, Regno Unito, con sede a Tavistock.
La chiesa è risalente al XV secolo, ma con molte derivazioni dall'Architettura normanna. La Gogna del villaggio è conservata nella Torre campanaria.

## Storia
Il villaggio è ritenuto essere il luogo di nascita di Henry de Bracton, un influente ecclesiastico e giurista del XIII secolo; tuttavia l'affermazione è contesa da altri due luoghi vicini.

## Galleria d'immagini

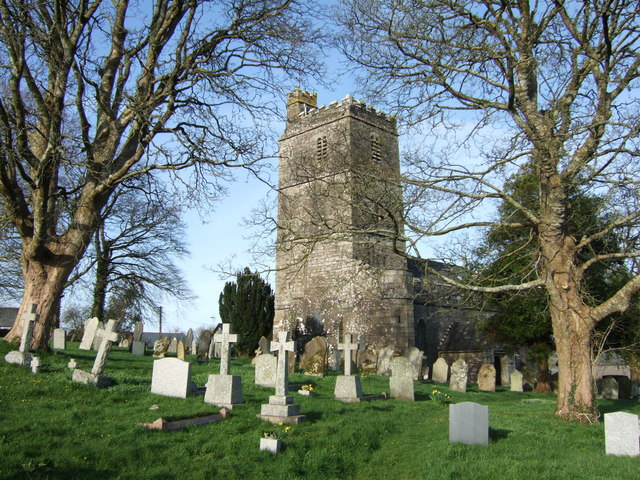
La chiesa di Santa Maria
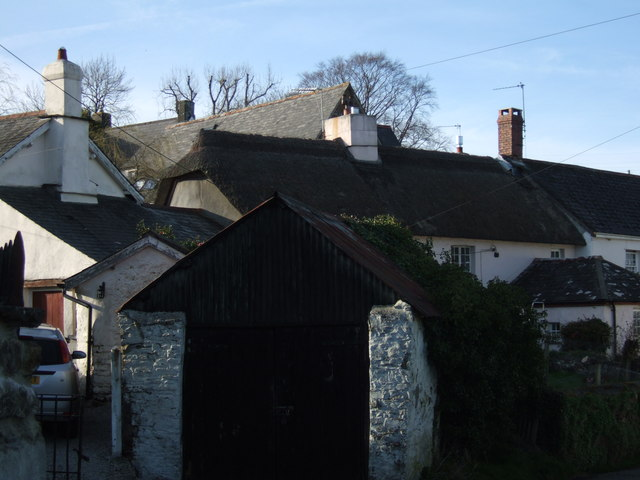
Tipiche costruzioni